# Élections sénatoriales de 2017 en république du Congo
Les élections sénatoriales congolaises de 2017 se déroulent le 31 août 2017 en République du Congo. 
Le Sénat est pour la première fois renouvelé dans son intégralité à la suite d'une réforme constitutionnelle mise en œuvre deux ans plus tôt, qui a mis fin au renouvellement par moitié. 
Le Parti du travail (gauche) conserve sa large majorité en remportant 44 sièges sur 72, douze autres revenant à des indépendants proches et le reste à des alliés, l'opposition n'en décrochant que deux.

## Contexte
Les élections ont lieu un mois après les élections législatives qui voient la victoire du Parti du travail (gauche) du président Denis Sassou-Nguesso qui conserve sa large majorité des sièges. Tout comme ce scrutin, les sénatoriales ont lieu alors que le département du Pool est secoué par des affrontements entre les forces de l’ordre et les miliciens de Frédéric Bitsamou, alias Pasteur Ntumi, ayant causé le déplacement de plusieurs milliers de personnes. Le vote n'a ainsi lieu que dans onze des douze départements que compte le Congo.

## Système électoral
Le Sénat est composé de 72 sénateurs élus pour un mandat de six ans au suffrage indirect uninominal majoritaire à un tour, à raison de six sénateurs pour chacun des douze départements. 
Les sénateurs sont élus par un collège électoral composé des conseillers municipaux et départementaux, soit environ 1 100 électeurs. Depuis la révision de la constitution validée par référendum  en 2015,  le renouvellement du Sénat est intégral à chacune des élections. Il était auparavant renouvelé par moitié tous les trois ans, les mandats de six ans s'échelonnant sur la moitié de leur mandat,,.
Le sénat était initialement composé de 66 sénateurs, avant de passer à 72 lors des élections de 2008 du fait de la création du département de Pointe Noire.

## Résultats
Le Parti congolais du travail (gauche) conserve sa large majorité des sièges avec 44 sièges - bien qu'en baisse de 24 sièges par rapport au sénat sortant - dont tous ceux des départements du centre et du nord, considérés comme des fiefs électoraux du président Nguesso.
Douze autres sièges reviennent à des indépendants et huit à des partis, tous ou presque proches du PCT, tels le Pulp, le RDPS, le club 2002 et le PRL, tandis que l'Union panafricaine pour la démocratie sociale (UPADS), principale formation d’opposition, n'en obtient que deux, contre quatre auparavant.
Le vote n'ayant pu avoir lieu dans le département du Pool, les mandats des six sénateurs du département sont prolongés par la Cour constitutionnelle jusqu’à la tenue d'élections partielles dont la date reste à déterminer.
| Partis | Partis                                                       | Sièges |  |
| ------ | ------------------------------------------------------------ | ------ |  |
|        | Parti congolais du travail (PCT)                             | 44     |  |
|        | Union panafricaine pour la démocratie sociale (UPADS)        | 2      |  |
|        | Mouvement Action et Renouveau (MAR)                          | 2      |  |
|        | Rassemblement pour la démocratie et le progrès social (RDPS) | 2      |  |
|        | Club 2002-PUR                                                | 1      |  |
|        | Parti pour l'unité, la liberté et le progrès (PULP)          | 1      |  |
|        | Parti républicain libéral (PRL)                              | 1      |  |
|        | Front patriotique                                            | 1      |  |
|        | Indépendants                                                 | 12     |  |
|        |                                                              |        |  |
|        | Sénateurs du Pool                                            | 6      |  |
|        |                                                              |        |  |
| TOTAL  | TOTAL                                                        | 72     |  |

### Résultats notables
Parmi les élus du parti au pouvoir figure Pierre Ngolo, 63 ans, son secrétaire général depuis 2011.